# Eilema hampsoni
Eilema hampsoni är en fjärilsart som beskrevs av De Toulgoët 1960. Eilema hampsoni ingår i släktet Eilema och familjen björnspinnare. Inga underarter finns listade i Catalogue of Life.